# Hugo Boss (IMOCA, Finot-Conq, 2007)
Pour les articles homonymes, voir Hugo Boss (IMOCA).
Hugo Boss est un voilier de course au large, le deuxième Imoca à porter ce nom. Mis à l'eau en juillet 2007, il est skippé jusqu'en 2012 par le Britannique Alex Thomson, puis par le Polonais Zbigniew Gutkowski sous les couleurs d'Energa puis de Polish Ocean Racing. Racheté en 2015 par le Français Stéphane Le Diraison, il porte successivement les noms de Compagnie du lit-Boulogne-Billancourt, Boulogne-Billancourt et Time for Oceans. En 2020, il est doté de foils. En 2022, racheté par le Britannique James Harayda, il devient Gentoo.

## Historique
Après la perte du premier Hugo Boss lors de la Velux 5 Oceans 2006, le Gallois Alex Thomson fait réaliser son nouvel IMOCA par le duo français Jean-Marie Finot et Pascal Conq, architectes qui ont conçu tous les bateaux vainqueurs du Vendée Globe depuis 1993 et qui ont imprimé leur marque sur la classe des 60 pieds. Le voilier est construit par Jason Carrington chez Neville Hutton à Lymington, près de Southampton. Hugo Boss possède la même carène que Generali de Yann Elies. Elle présente un bouchain marqué pour augmenter artificiellement sa largeur tout en réduisant sa surface mouillée. La coque est entièrement réalisée en carbone, de même que le voile de quille et le gréement. Son rouf présente la particularité d'être divisé en deux parties distinctes, laissant une tranchée médiane par laquelle reviennent toutes les manœuvres de mât. Il permet également un accès sûr au mât et à la plage avant.
Il est mis à l'eau le 20 juin 2007. Associé à Andrew Cape, Alex Thomson remporte la troisième place de la Fastnet Race. Ils prennent ensuite le départ de la Barcelona World Race, une nouvelle course en double autour du monde. Le 7 décembre, ils battent le record de distance en 24 heures en 60 pieds, avec 500 milles parcourus, et terminent en deuxième position, derrière Jean-Pierre Dick et Damian Foxall à bord du plan Farr Paprec-Virbac 2.
Qualifié pour le Vendée Globe 2008-2009, Hugo Boss est victime d'un abordage par un chalutier le 17 octobre 2008, alors que le voilier était au mouillage devant Les Sables-d'Olonne, attendant la marée. Le choc a enfoncé le bordé tribord sur un mètre cinquante de largeur et entraîné le démâtage. La coque est réparée en utilisant une portion de carbone réalisée dans le moule de Generali et le mât est manchonné et renforcé. Hugo Boss est remis à l'eau au bout de douze jours de réparations. Cependant, quatre jours après le départ, Alex Thomson rentre au port et abandonne, en raison du délaminage d'une partie de la coque d'Hugo Boss.
Après plusieurs mois de chantier, Hugo Boss est remis à l'eau en avril 2009. En août, il réalise une cascade en marchant sur la quille horizontale sortie de l'eau sous l'effet de la très forte gîte de son IMOCA. Au départ de la Transat Jacques-Vabre avec Ross Daniel, Alex Thomson est à nouveau contraint à l'abandon à la suite d'une collision avec OFNI.
À partir de 2010, Alex Thomson navigue sur d'autres IMOCA rebaptisés Hugo Boss : l'ancien Pindar dessiné par Juan Kouyoumdjian et l'ancien Veolia Environnement dessiné par Bruce Farr. Le Finot-Conq n'est plus utilisé que pour l'entraînement et pour la réitération de la « marche sur quille » en janvier 2012, en raison des soupçons de photomontage pesant sur le cliché de 2009. Cette nouvelle cascade – qui fait la une du magazine Bateaux – renforce sa réputation de « tête brûlée, ».

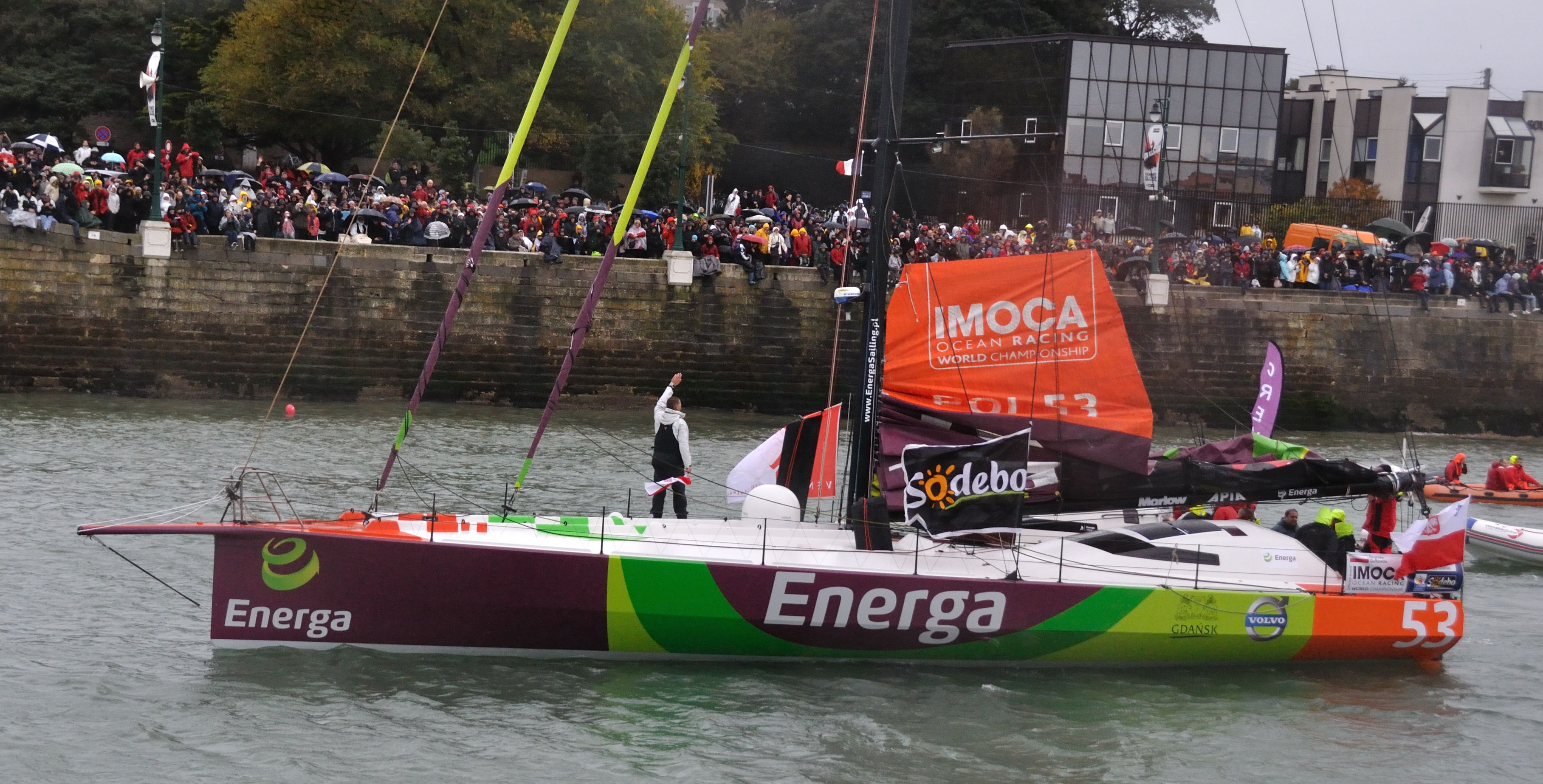
Energa au départ du Vendée Globe 2012-2013.

À l'approche du Vendée Globe 2012-2013, Alex Thomson dispose de trois IMOCA et décide de se séparer du plan Finot-Conq. Il le vend au navigateur polonais Zbigniew Gutkowski, surnommé Gutek, deuxième de la précédente Velux 5 Oceans. Soutenu par le groupe énergétique Energa, Gutek remplace l'intégralité du gréement, les voiles et l'électronique. Gutek et Energa achèvent le parcours de qualification de 1 500 milles à Cherbourg le 8 octobre, un mois à peine avant le départ. Dès le début de la course, le marin polonais est aux prises avec ses pilotes automatiques et est contraint à l'abandon le 21 novembre.
Après son abandon, Gutek établit un record entre Las Palmas et la Guadeloupe et participe à plusieurs courses dans les Caraïbes pour optimiser son bateau avant de tenter de battre le record de la traversée de l'Atlantique Nord à la voile. Le 28 juin, Energa quitte New York en même temps que Safran de Marc Guillemot. Les deux marins améliorent le temps d'Alex Thomson mais le Français arrive quelques heures avant le Polonais.

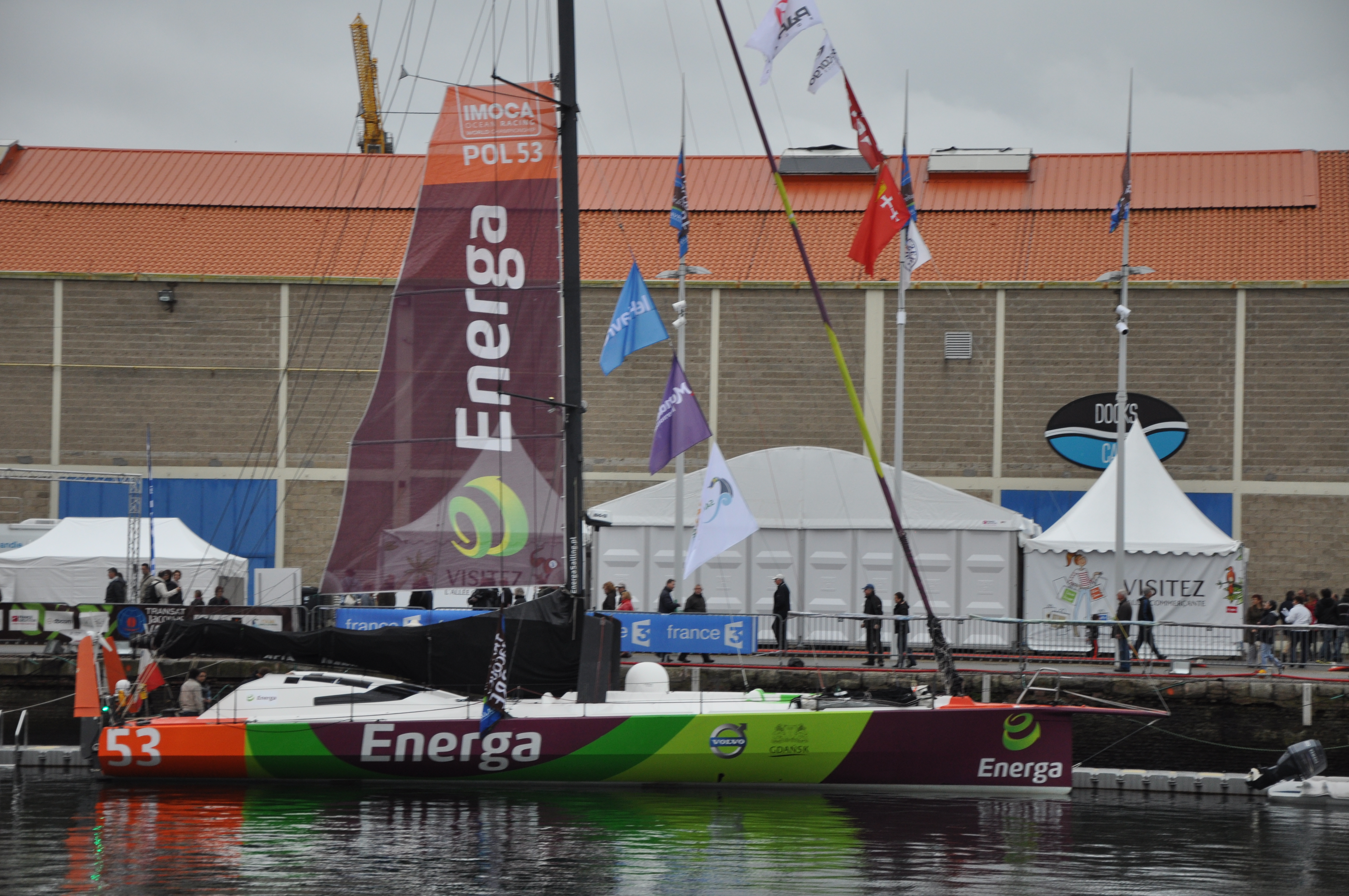
Energa au départ de la Transat Jacques-Vabre 2013.

Energa est préparé pour la Transat Jacques-Vabre, que Gutek court avec Maciej Marczewski, terminant à la septième place. En 2014, le groupe Energa se désengage de l'IMOCA et Gutek s'attache à chercher un nouveau sponsor pour courir la Barcelona World Race 2014-2015. Malgré le lancement d'une campagne de financement participatif, sur le modèle de Bertrand de Broc, Gutek ne parvient pas à réunir le budget nécessaire et déclare forfait le 20 novembre 2014.
En novembre 2015, le 60 pieds est acheté par Stéphane Le Diraison, quatrième de la Route du Rhum 2014 en Class40, et prend les couleurs de la Compagnie du Lit - Boulogne Billancourt,.
Engagé sur le Vendée Globe, le skipper est contraint à l'abandon le 17 décembre 2016 à la suite du démâtage de son monocoque à 770 miles des côtes australiennes. Dans l'optique de la Route du Rhum, le voilier passe en chantier de rénovation et est équipé d'un nouveau mat, l'allégeant ainsi de 690 kilogrammes.

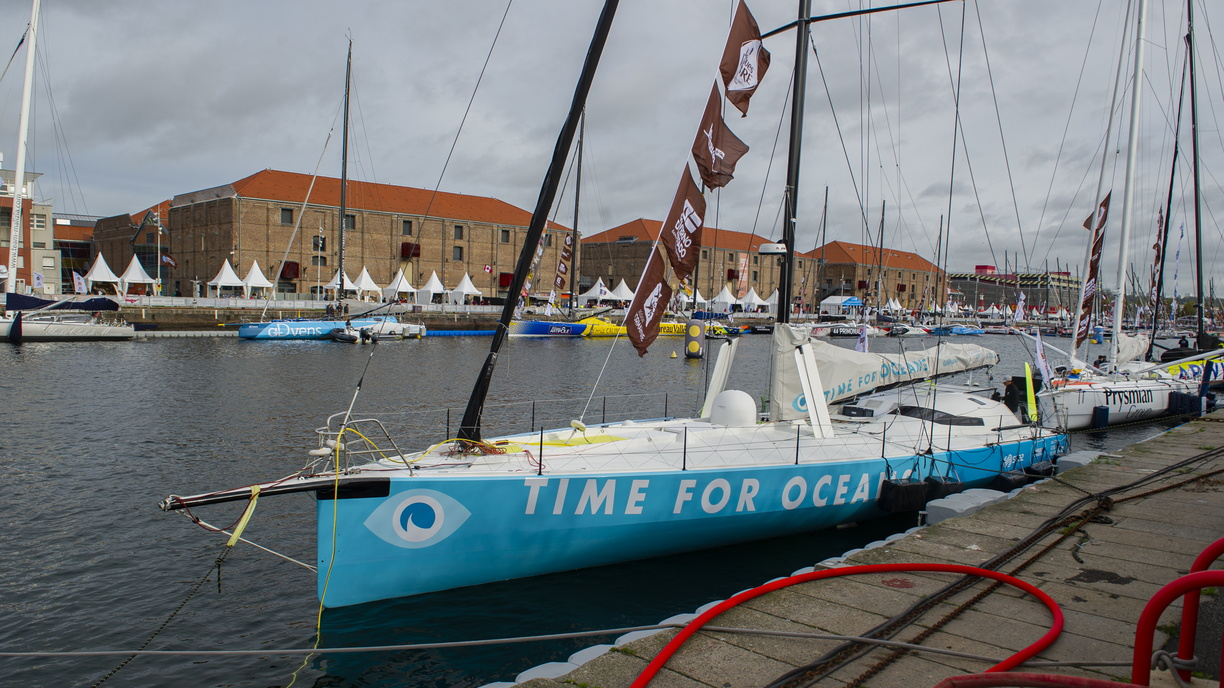
Time for Oceans au Havre avant le départ de la Transat Jacques-Vabre 2019.

En 2018, le voilier prend les couleurs de Time for Oceans, programme pour la préservation des océans en partenariat avec Bouygues Construction, la ville de Boulogne Billancourt et Suez.
Le 19 novembre 2018, le skipper et son monocoque arrivent en Guadeloupe à la 8e place de la catégorie IMOCA lors de la Route du Rhum.
Pour la Transat Jacques-Vabre 2019, Stéphane Le Diraison prend le départ aux côtés de François Guiffand, le binôme arrive 20e à Salvador de Bahia.

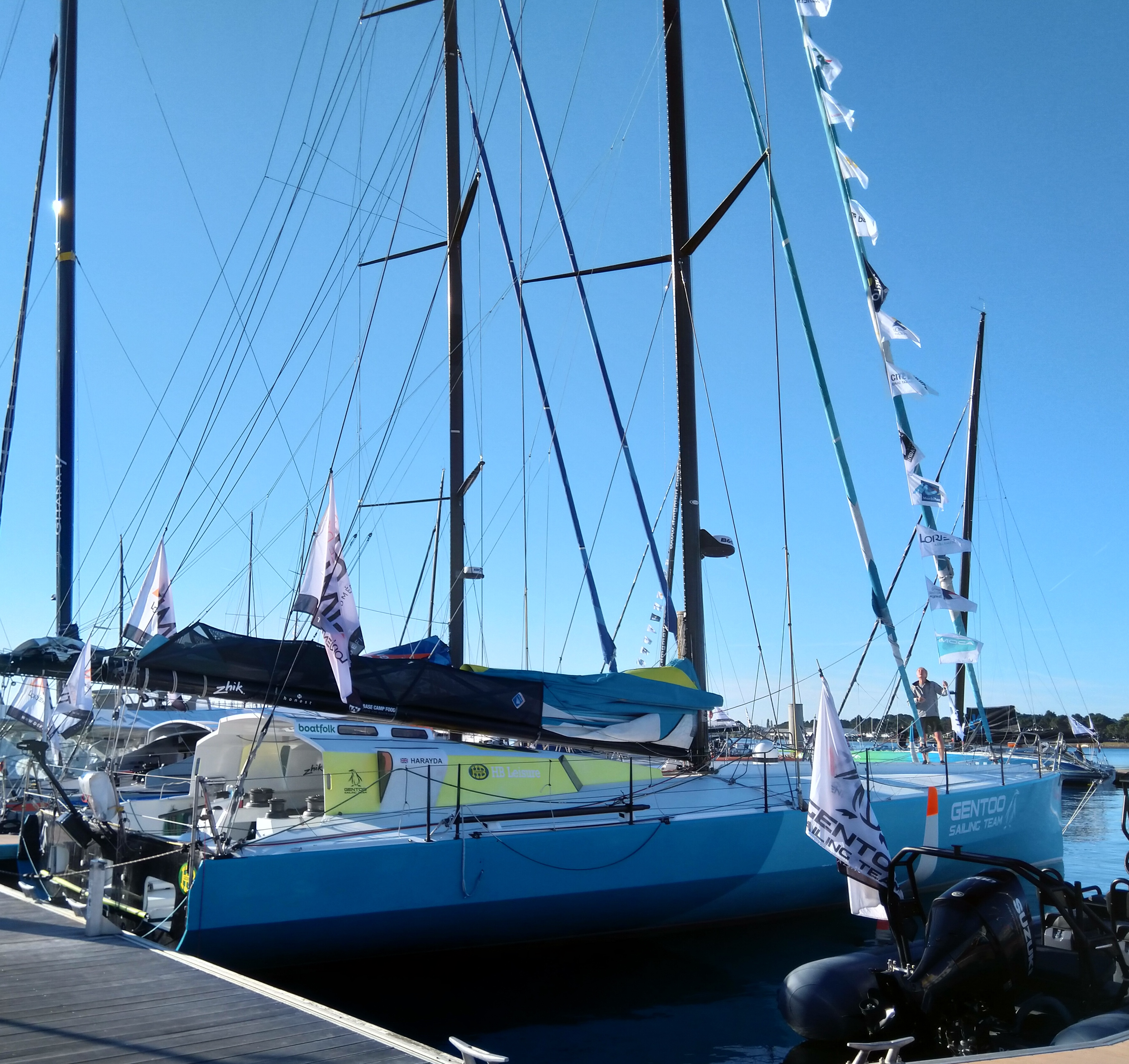
Gentoo à Lorient pour le Défit Azimut 2022.

En 2020, en vue du Vendée Globe, Time for Oceans rentre en chantier chez Multiplast et reçoit de nouveaux safrans, un nouveau cockpit et des foils. Il termine 18e du Vendée Globe. En 2021, mené par Le Diraison et Didac Costa, il termine 15e de la Transat Jacques-Vabre.
En mars 2022, le bateau est vendu au jeune Britannique James Harayda. Il devient Gentoo.

## Palmarès

### 2007-2012:Hugo Boss- Alex Thomson
- 2007 :
  - 3e de la Fastnet Race, en double avec Andrew Cape
  - Record de la distance parcourue en 24 heures : 501 milles
- 2008 :
  - 2e de la Barcelona World Race, en double avec Andrew Cape, en 94 jours, 17 heures et 34 minutes
  - Abandon dans le Vendée Globe
- 2009 :
  - Abandon dans la Transat Jacques-Vabre, en double avec Ross Daniel

### 2012-2014:Energa- Zbigniew Gutkowski
- 2012 :
  - Abandon dans le Vendée Globe
- 2013 :
  - Record de la traversée Las Palmas - Guadeloupe, en 9 jours, 11 heures et 21 minutes
  - 3e de la RORC Carribean 600[31]
  - 5e de la Saint Maarten Heineken Regatta[32]
  - 7e de la Transat Jacques-Vabre en double avec Maciej Marczewski, en 20 jours, 10 heures 47 minutes

### Depuis 2015:Compagnie du Lit - Boulogne-BillancourtpuisTime for Oceans- Stéphane Le Diraison
- 2016 :
  - Abandon dans le Vendée Globe[22]
- 2018 :
  - 5e de la Monaco Globe Series en 3 jours, 23 heures, 45 minutes et 3 secondes[33]
  - 7e de la Dhream-Cup 700 4 jours, 3 heures, 5 minutes et 9 secondes[34]
  - 9e du Défi Azimut
  - 8e de la Route du Rhum en 15 jours, 2 heures, 30 minutes et 20 secondes[25]
- 2019 : 
  - 10e de la Bermudes 1000 Race en 8 jours, 2 heures, 47 minutes et 11 secondes[35]
  - 12e de la Rolex Fastnet Race en 2 jours, 8 heures, 12 minutes et 33 secondes[36]
  - 20e du Défi Azimut en 2 jours, 5 heures et 33 minutes[37]
  - 20e de la Transat Jacques-Vabre en 16 jours, 1 heure, 16 minutes et 31 secondes[26]
- 2020-2021. 18e sur 33 dans le Vendée Globe[28].
- 2021. 15e sur 22 Imoca dans la Transat Jacques-Vabre, en double avec Didac Costa[29].